# Ibelin Balian bejrúti úr
Ibelin Balian bejrúti úr (1209 – 1247. szeptember 4.) I. Ibelin János bejrúti úr és Arszúfi Melisenda legidősebb fia, az Ibelin nemzetség tagja. Átvette apjától a ciprusi nemesség vezetését a lombardok háborújában, amelyet a ciprusiak II. Frigyes német-római császár ellen vívtak.
1228-ban, amikor apját Frigyes fegyveres erővel lemondatta a ciprusi régensségről, öccsével, Jánossal együtt ő is túszként maradt a császár fogságában.
Kora fiatalságától a harcos életét élte. Az 1232-es agridi csatában az utóvédet kellett volna irányítania apjával és a ciprusi királlyal, de ő előretört öccse, II. Ibelin Hugó és Brie-i Anceau mellé, akik az első és a második zászlóaljat vezényelték. Ebben az ütközetben szerzett magának hírnevet egy hágó védelmével, amelyen a lombardok át akartak kelni. Egy geszta szerint akkorát vágott egy lombard lovagra, hogy az ütés lendületétől ő maga is kizuhant a nyeregből. Ugyanebben a csatában maroknyi lovagjával rárontott Frigyes hadvezére, Filangieri Richárd táborára, aki megfutamodott előle.
Valamikor 1233 után kinevezték Ciprus főhadparancsnokává.
Apja 1236-os halálakor örökölte meg Bejrút uradalmát.
Türosz 1242-es ostrománál ő vezette a család haderejét Filangieri várőrsége ellen Novarai Fülöp, az Ibelinek hűséges vazallusa és Montforti Fülöp közreműködésével. Balian zsoldosokat és gályákat fogadott a hadművelethez.
1243-ban Balian hívta össze azt a jeruzsálemi parlamentet, amely a távollevő II. Konrád király helyett önhatalmúlag nevezte ki régenssé Champagne-i Alizt és férjét, Soissons-i Rudolfot.
Eschivát, Montbéliard-i Walter lányát vette feleségül 1230 körül. Titokban házasodtak össze, mert a kúriai szabályok szerint túlságosan közeli rokonok voltak. A nicosiai érsek kiátkozta őket, mire Balian elűzte az érseket Ciprusról, a pápától pedig nemsokára megkapták a diszpenzációt.
Egy évvel a halála előtt, 1246-ban I. Henrik ciprusi király úgy is mint a Jeruzsálemi Királyság régense baillivé, helyettesévé léptette elő.
Gyermekei:
- Hugó (1231/1232–1254/1255)
- II. Ibelin János bejrúti úr
- Balian, csecsemő korában meghalt
- Izabella, 1250 körül hozzáment Gibeleti Henrikhez, meghalt 1271 körül